# Bushido
Bushido (武士道 bushidō?, Calea Războinicului) este un cuvânt japonez care este folosit pentru a descrie un cod de conduită al războinicilor samurai, un concept asemănător cu cel de cavalerism. Aceasta este un cod moral care pune accent pe cumpătare, loialitate, măiestrie în artele martiale și moarte onorabilă.

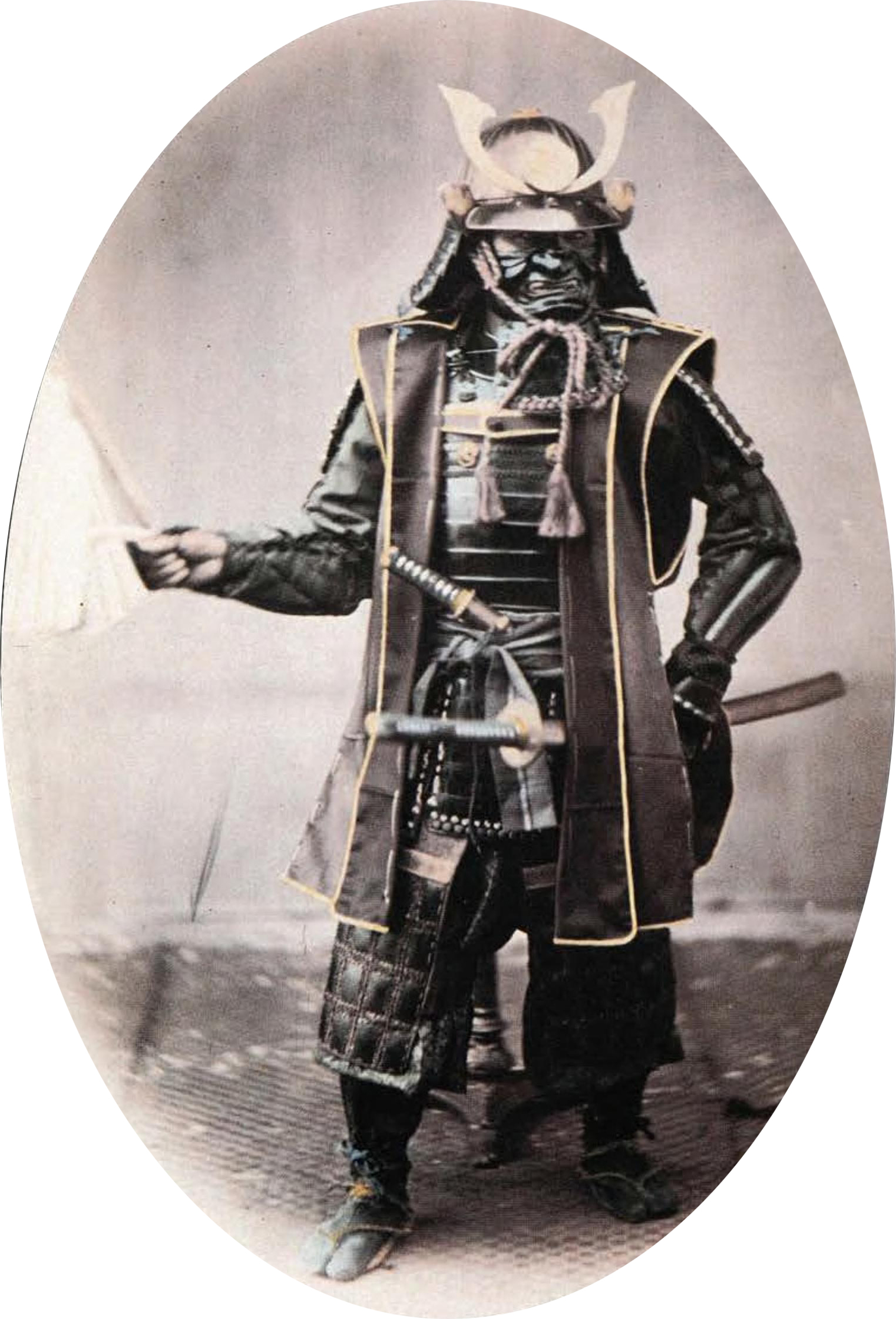
Samurai cu armură

Bushido își are originile în neo-confucianism, dar este influențat puternic și de șintoism și budism, fiind un cod de conduită al 
samuraiului sau mai bine zis o „cale” pe care un bărbat trebuie s-o urmeze pentru a deveni războinic fără însă să-și piardă umanitatea.
Bushido se dezvoltă între secole XVI și XX, existând numeroase documente scrise și are o răspândire largă pe teritoriul Japoniei, deși unii cercetători au remarcat că termenul „bushido” în sine este rar folosit in literatura.
Cuvântul a fost folosit pentru prima dată în Japonia, în timpul secolului al 17-lea. A intrat în utilizarea comună în Japonia și Occident după 1899, odata cu publicarea cartii lui Nitobe Inazō "Bushido: Sufletul Japoniei"

## Influențe
Codul Bushido a fost influențat de trei mari religi care au dominat Japonia în perioadele ei feudale :
- Confucianismul care impune cultul strămoșilor și proslăvește Cerul a avut o influență majoră asupra bushido. Un alt element important în confucianism este împăratul, numit, de asemenea, Fiul Cerului, mediator între Cer și oameni. Confucianismul stipulează că omul care urmează virtuți cum ar fi „loialitatea” sau „compasiunea” este un om superior, dar trebuie remarcat faptul că superioritatea morală nu este legată de origine socială.

- Budismul Zen a dat războinicului japonez stoicismul, samuraiul acceptând moartea ca pe o realitate inevitabilă . Tot budismul zen aduce în viața samuraiului seninătatea și contemplarea. Practica lui Zen i-a eliberat mintea de distracții și i-a permis să-și continue perfecționarea .

- Șintoismul pe de altă parte, a dat valorile etice ale bushido de afinitate și iubire pentru toate ființele vii și ideea de loialitate profundă față de suveran.

## Cele șapte „virtuți” ale bushido
- 义Gi - corectitudine

Fii cinstit în relațiile tale cu toată lumea. Crede în justiție. Pentru un samurai adevarat nu exista nuante de gri, în ceea ce privește onestitatea și justiția. Nu există decât bine sau rău.
- 勇Yuu - curaj

Un samurai trebuie să aibă curaj eroic. 
- 仁Jin - bunăvoință

Prin antrenamente intense samuraiul devine rapid și puternic. Acesta nu este ca ceilalți oameni. Dezvolta o putere pe care trebuie să fie utilizate pentru binele tuturor. El are compasiune. Ajuta colegii în fiecare ocazie. 
- 礼Rei - respect

Samuraiul nu are nici un motiv să fie crud. Nu trebuie să-și dovedească puterea. Un samurai este politicos, chiar și cu dușmanii săi. 
- 诚Makoto - onestitate, sinceritate absolută

Atunci când un samurai spune ca va face ceva, acel lucru este ca și făcut. Nimic de pe acest pământ nu îl va opri să facă ceea ce el a spus că va face. 
- 名誉"名誉" Meiyo - onoare

Adevărat samurai are un singur judecător, în onoarea lui. 
- 忠Chuu - loialitate

Un samurai este extrem de loial față de cei din jurul său. Pentru războinic, cuvintele unui om sunt ca urmele sale: le puteți urmări oriunde merge.

## Personalități importante asociate Bushido
- Miyamoto Musashi

Considerat drept cel mai mare samurai al tuturor timpurilor (alte nume asociate lui Musashi: Shinmen Takezō; Miyamoto Bennosuke; Niten Dōraku; Shinmen Musashi no Kami Fujiwara no Genshin)
- Asano Naganori
- Imagawa Ryōshun
- Katō Kiyomasa
- Morihei Ueshiba
- Ogami Itto
- Sakanoue no Tamuramaro
- Tadakatsu Honda
- Tokugawa Ieyasu
- Torii Mototada
- Yamaga Sokō
- Yamamoto Tsunetomo
- Yamaoka Tesshū